# اوتو سانچز
اوتو سانچز (انگلیسی: Otto Sanchez؛ زادهٔ) یک بازیگر اهل ایالات متحده آمریکا است.
از فیلم‌های او می‌توان به مشکل دوچندان اشاره کرد.